# Welcome Home (Sanitarium)
Welcome Home (Sanitarium) (engl. für: Willkommen zu Hause (Heilanstalt)) ist ein Lied der US-amerikanischen Metal-Band Metallica. Es wurde im Oktober 1986 als Single aus ihrem Album Master of Puppets veröffentlicht. Es war die letzte Single der Band mit Cliff Burton.

## Musikstil
Die Halbballade in e-Moll mit einem Tempo von 98 BPM beginnt im Intro mit einzelnen Tönen auf der tiefen und hohen E-Saite sowie der H-Saite der Gitarre, zwischen die Flageoletttöne eingestreut werden. Sodann folgt ein Picking der cleanen Gitarre. Bereits während der Strophe setzt die verzerrte Gitarre ein. Später folgen schnelle Passagen in doppelter Zählzeit. Die Gitarren werden im Stakkato gespielt, schnelle Solopassagen von Kirk Hammett darübergelegt. Im Schlussteil, der von Breaks gekennzeichnet ist, wird zum Ende hin ein Ritardando verwendet.

## Hintergrund
Welcome Home (Sanitarium) wurde vom Film Einer flog über das Kuckucksnest inspiriert. Das Thema wurde auch in Bezug auf das Überthema der Ohnmacht des Albums Master of Puppets aufgegriffen. Wahnsinn, bzw. eine Person, die diesen etwa in einer Psychiatrischen Klinik erlebt, wird behandelt.

“Fade to Black” worked well, and we wanted to have another slow, clean, picking type of song, this time with a chorus. I had trouble singing that chorus—it’s really high. And the riff for the song was lifted from some other band, who shall remain anonymous.

Im Stück wird das Hauptriff von Tom Sawyer von Rush zitiert.

## Rezeption
Mick Wall und Malcom Dome bezeichneten das Stück als „einen weitere(n) eiskalte(n) Klassiker“.

## Live-Aufführungen
Das Stück wurde bereits über 800 Mal live gespielt. Bei Konzerten Ende der 1990er Jahre wurde es mehrfach mit Master of Puppets als „Mastertarium“ kombiniert. Zwei Tourneen der Band hießen Summer Sanitarium Tour.

## Auszeichnungen für Musikverkäufe
| Land/Region               | Auszeichnungen für Musikverkäufe (Land/Region, Auszeichnung, Verkäufe) | Verkäufe |
| ------------------------- | ---------------------------------------------------------------------- | -------- |
| Australien (ARIA)         | Gold                                                                   | 35.000   |
| Vereinigte Staaten (RIAA) | Gold                                                                   | 500.000  |
| Insgesamt                 | 2× Gold ·                                                              | 535.000  |

Hauptartikel: Metallica/Auszeichnungen für Musikverkäufe

## Coverversionen
- Anthrax
- Apocalyptica (auf Plays Metallica by Four Cellos)
- Bullet for My Valentine (auf The Poison, Bonustrack der Wiederveröffentlichung, später enthalten auf einer Remaster-Kompilation des Kerrang!)
- Corey Taylor (Slipknot/Stone Sour) Live-Cover
- John Marshall, Mikkey Dee, Tony Levin, Scott Ian und Whitfield Crane auf Metallic Assault: A Tribute to Metallica.
- Limp Bizkit (für das Metallica Tribute Concert, das MTV-Metallica-Icon-Feature 2003 und die Summer Sanitarium Tour 2003)
- Dream Theater (für das Bootleg Master of Puppets, auf dem das gesamte Album Master of Puppets live gespielt wird)
- Razed in Black
- Thunderstone (auf eine Coveralbum namens A Tribute to the Four Horsemen)
- Machine Head
- Primus
- Blind Guardian zitiert die Zeilen "Welcome to where time stands still / No one leaves and no one (ever) will" im Stück Blood Tears auf dem Album Nightfall in Middle-Earth.
- Metal Force (Bonustitel auf Metal Rebirth)
- Gesampelt von Lost Boyz in Colabo, auf dem Album LB IV Life